# Alice Herz-Sommer
Alice Herz-Sommer, também conhecida como Alice Sommer (26 de novembro de 1903 – 23 de fevereiro de 2014) foi uma pianista, professora de música e supercentenária judia que sobreviveu ao campo de concentração de Theresienstadt. Ela viveu por 40 anos em Israel, antes de migrar para Londres em 1986, onde residiu até sua morte. Aos 110 anos acredita-se ser a sobrevivente mais velha do Holocausto até que Yisrael Kristal foi reconhecido como tal. Kristal também foi um sobrevivente do Holocausto, e nasceu dois meses antes de Alice.

## Biografia
Alice nasceu em Praga, no Reino da Boêmia, filha de Friedrich e Sofie "Gigi" Herz. Seu pai era um comerciante e sua mãe era altamente educada e movida em círculos de escritores bem conhecidos. Ela tinha duas irmãs, incluindo uma irmã gêmea, Mariana, e dois irmãos. Seus pais dirigiram um salão cultural, onde ele conheceu os escritores Franz Kafka e Franz Werfel, o compositor Gustav Mahler e o filósofo Sigmund Freud.
Alice casou com o homem de negócios e músico amador Leopold Sommer (1905–1945) em 1931; O casal teve um filho, Stephan, mais tarde conhecido como Raphael. Ela começou a dar concertos em toda a Europa até que os nazistas invadiram Praga, como eles não permitiram que os judeus participassem de concursos de música ou ensinassem alunos não-judeus.
Depois da invasão da Checoslováquia, a maior parte de sua família e amigos emigraram para a Palestina e Romênia, mas ela ficou em Praga para cuidar de sua mãe, Sofie, de 72 anos. Elas foram presas e sua mãe foi assassinada em um campo de concentração. Em julho de 1943, ela foi enviada para Theresienstadt, onde ela tocou em mais de 100 concertos junto com outros músicos, para prisioneiros e guardas.
Seu marido morreu de tifo no campo de concentração de Dachau, seis semanas antes do campo ser libertado. Após a libertação Soviética de Theresienstadt em 1945, ela e Raphael retornaram a Praga, e em março de 1949, emigrou para Israel para se reunir com alguns de seus familiares sobreviventes. Alice viveu em Israel por quase 40 anos, trabalhando como professora de música na Academia de Música e Dança de Jerusalém até emigrar para Londres em 1986. Seu filho Raphael, um violoncelista e maestro, morreu em 13 de novembro de 2001 aos 64 anos, de um aneurisma em Israel no final de uma turnê de concertos.
Em Londres, ela viveu perto de sua família em um apartamento no Belsize Park, visitada quase diariamente por seus amigos mais próximos, incluindo seu neto Ariel Sommer e sua nora Genevieve Teulières Sommer. Ela tocava piano três horas por dia até o final de sua vida.
Alice morreu em um hospital em Londres em 23 fevereiro 2014 aos 110 anos e 89 dias. Sua morte foi confirmada por seu neto, Ariel Sommer.